# Colina ciclostoma
Colina ciclostoma là một loài ốc biển, là động vật thân mềm chân bụng sống ở biển thuộc họ Cerithiidae.